# Betsy Clifford
Elizabeth »Betsy« Clifford, kanadska alpska smučarka, * 15. oktober 1953, Ottawa.
Največji uspeh kariere je dosegla na Svetovnem prvenstvu 1970, ko je osvojila naslov prvakinje v veleslalomu, leta 1974 pa še podprvakinje v smuku. Nastopila je na olimpijskih igrah v letih 1968 in 1976. V svetovnem pokalu je tekmovala devet sezon med letoma 1968 in 1976 ter dosegla tri zmage ter mali kristalni globus za slalomski seštevek v sezoni 1971. Leta 1970 je bila sprejeta v Kanadski športni hram slavnih.